# Rigmar Osterkamp
Rigmar Osterkamp (* 1944) ist ein deutscher Wirtschaftswissenschafter.

## Leben
Osterkamp ist der Sohn der Hamburger Kaufleute Herluf und Dorothea Osterkamp und wuchs in Hamburg auf. An der Gelehrtenschule des Johanneums machte er 1964 das Abitur. Nach dem Grundwehrdienst folgte das Studium der Volkswirtschaftslehre, zunächst in Hamburg, dann an der Freien Universität Berlin und an der Ludwigs-Maximilians-Universität München (LMU). Die Diplom-Arbeit basierte auf einem sechsmonatigen Forschungsaufenthalt in Äthiopien und behandelte die Frage nach personellen und finanziellen Ressourcen für eine äthiopische Industrialisierungsstrategie.
Nach einem Prädikatsexamen zum Diplom-Volkswirt im Jahr 1970 wurde Osterkamp Wissenschaftlicher Assistent an der LMU bei Hans Möller. Seine Promotion zum Dr. rer. pol. erfolgte 1975 mit einer Arbeit über einen Vergleich alternativer Instrumente des Umweltschutzes.
Ab 1978 trat Osterkamp in die Abteilung Entwicklungsländer des Münchner ifo Instituts für Wirtschaftsforschung ein und wurde bald darauf Schriftleiter der referierten Zeitschrift ifo-Studien – Zeitschrift für empirische Wirtschaftsforschung. Auf Osterkamps Initiative wurde 1992 die ifo-Akademie für Wirtschaftspolitik gegründet, die er bis 1999 leitete. In Zusammenarbeit mit VWL-Lehrstühlen führte die Akademie wirtschaftspolitische Fortbildungen für leitende Politiker und Beamte in ehemaligen Ostblock-Ländern durch. Osterkamp leitete außerdem zusammen mit Wolfgang Ochel die unter Hans-Werner Sinn neu gegründete Abteilung Internationaler Institutionenvergleich, zu der auch die Leitung der Zeitschrift DICE-Report – Journal for Institutional Comparisons und der Datenbank DICE-Database for Institutional Comparisons gehörte.
2007 beendete Osterkamp seine Arbeit am ifo-Institut und ging für vier Jahre nach Namibia. Dort war er zunächst Berater am Wirtschaftsforschungsinstitut NEPRU (Namibia Economic Policy Research Unit) und wurde dann zum Senior Lecturer Economics an der University of Namibia (UNAM) in Windhoek berufen.
Seit 2011 ist Osterkamp unabhängiger wissenschaftlicher Berater zu Themen wie unter anderem über Bedingungsloses Grundeinkommen, Organtransplantation, Globale Erwärmung sowie die Zukunft Europas und die Beziehungen zwischen reichen und armen Ländern. Zu diesen Themen hält er auch Vorträge und war zu Gast bei Rundfunksendungen.
Er ist Autor und Co-Autor zahlreicher Fachpublikationen, auch in Form von Beiträgen in Sammelbänden und Fachzeitschriften.
Osterkamp ist Mitglied im Verein für Socialpolitik, in der Deutschen Gesellschaft für Gesundheitsökonomie sowie Vorstandsmitglied im Verein Gegen den Tod auf der Organ-Warteliste e.V.

## Lehrtätigkeit
Von 1980 bis 1984 war Osterkamp Lehrbeauftragter für Entwicklungsökonomik an der Ludwig Maximilians-Universität München. In den Jahren 1988–1992, 1997–2007 und 2011–2015 lehrte er zudem an der Hochschule für Politik München in den Fachbereichen Wirtschafts-, Ordnungs- und Entwicklungspolitik.
2008 bis 2011 war er Senior Lecturer Economics an der University of Namibia mit den Schwerpunkten Wirtschaftspolitik, Internationale Wirtschaftsbeziehungen, empirische Wirtschaftsforschung und Klimawandel.

## Wissenschaftliche Schwerpunkte
Umweltökonomische und umweltpolitische Fragen gehörten zu Osterkamps frühen Interessensgebieten. Daraus entstanden mehrere Veröffentlichungen.
Im Themenbereich Entwicklungs-Ökonomik und Entwicklungshilfe beschäftigte sich Osterkamp sich vor allem mit Afrika, später auch mit Asien. Sein Länder-Interesse galt zunächst Äthiopien, dann einige Jahre Algerien, wo er auch 1978/79 das Institut National de la Productivité et du Développement (INPED) im Auftrag des ifo Instituts beriet. Die Wirtschaftspolitik Algeriens hat er in mehreren Veröffentlichungen kritisch begleitet. Breiten Raum nahmen Arbeiten zu länderübergreifenden Problemen der Entwicklungsländer und der Entwicklungshilfepolitik. Einige Arbeiten waren auch im weitesten Sinne ordnungspolitisch orientiert.
Bei der Beschäftigung mit Japan und Südkorea standen Fragen der Wiedervereinigungspolitik und des Euro im Mittelpunkt. Die Transformationsländer Osteuropas und Zentralasiens waren ebenfalls Gegenstand der Analyse. Darüber hinaus entwickelte Osterkamp für die Transformationsländer ein volkswirtschaftliches Simulationsspiel (Ardistan), in dem ordnungspolitische Reformen in Richtung Marktwirtschaft vorgenommen werden können, aus denen sich die Notwendigkeit bestimmter prozesspolitischer Entscheidungen ergibt. Das Simulationsspiel wurde mit russischen Studierenden der Ökonomie in den Jahren nach 1990 auch praktisch erprobt.
Osterkamp beschäftigte sich auch mit der Thematik des Bedingungslosen Grundeinkommens (BGE). Er ist ein kritischer Begleiter der Idee eines BGE und spricht sich dafür aus, die von einem BGE möglicherweise ausgelösten Verhaltensänderungen, die von den Befürwortern des BGE begrüßt und von den Gegnern gefürchtet werden, durch fachgerecht durchgeführte Experimente bzw. Tests zu ermitteln.
Mit gesundheitsökonomischen Fragen beschäftigt sich Osterkamp seit Anfang der 2000er Jahre, seit 2010 auch speziell mit dem Mangel an transplantierbaren Organen, hielt zu diesem Thema zahlreiche Vorträge und war zu Gast im Rundfunk. Bezüglich der Frage einer Reform der deutschen Transplantationsgesetzgebung setzt sich Osterkamp für die Widerspruchslösung sowie für die Förderung der Überkreuzspende ein.

## Veröffentlichungen (Auswahl)

### Bücher
- Vom Händler zum Industrieunternehmer? Zur beruflichen Mobilität in Entwicklungsländern am Beispiel Äthiopiens. Weltforum Verlag, München 1974, ISBN 978-3803901101

- mit Hans Möller, Wolfgang Schneider: Umweltökonomik, Athenäum, Königstein/Ts. 1982, ISBN 978-3-7610-5020-0
- mit Axel J. Halbach, Jürgen Riedel: Die Investitionspolitik der Entwicklungsländer und deren Auswirkung auf das Investitionsverhalten deutscher Unternehmer. Ifo-Institur für Wirtschaftsforschung, München 1982, ISBN 978-3-8039-0255-9
- mit A. J. Halbach, H.-G. Braun, A. Gälli: Wirtschaftsordnung, sozioökonomische Entwicklung und weltwirtschaftliche Integration in den Entwicklungsländern. Studienreihe des BMWi, Nr. 36, Bonn 1982
- Standards und Steuern als alternative Instrumente der Umweltpolitik – ein theoretischer Vergleich. (zugleich Dissertation), ifo Studien zur Umweltökonomie, Bd. 1, München 1984
- Die Investitionsgüterindustrie. Ein Wachstumsmotor der Dritten Welt? Zur industrialisierungsstrategischen Bedeutung der Investitionsgüterindustrie in Entwicklungsländern, Weltforum Verlag, München 1986, ISBN 978-3803903341
- mit Wolfgang Gerstenberger, M. Wegner: Means for Re-establishing International Economic Stability in an Internationally Cooperative System. Tokio/München 1987
- mit Axel J. Halbach: Die Rolle des Tauschhandels für die Entwicklungsländer. Weltforum Verlag, München 1988, ISBN 978-3-8039-0367-9
- mit Helmut Helmschrott, Siegfried Schönherr: Stagnation in der Dritten Welt. Hat die Wirtschaftspolitik versagt? Weltforum Verlag, München 1990, ISBN 978-3-8039-0405-8
- mit Wolfgang Gerstenberger: Economic Problems of National Unification. Proceedings of a German-Korean Conference. Ifo-Institut für Wirtschaftsforschung, München 1994, ISBN 978-3-88512-229-6
- als Hrsg. mit Kaoru Takahashi: A Comparative Analysis of Japanese and German Economic Success. Springer Japan, Tokio 1997, ISBN 978-4-431-65867-2
- mit Hermann Clement, Joachim Jungfer et al.: Den Transformationsfortschritt messen. Die staatliche Einflussnahme auf die Wirtschaftstätigkeit in ausgewählten Transformationsstaaten.  Weltforum Verla, München 1998, ISBN 978-3-8039-0477-5
- mit S. Fulamov, M. Sharifhodjaev: Marktwirtschaft. ein einführendes Lehrbuch, Veröffentlichung in usbekischer Sprache. Taschkent 2000
- mit Jutta Albrecht, Gerhard Huber, Siegfried Schönherr: Wirtschaftslage und Reformprozesse in den Ländern Zentralasiens. ifo-Forschungsberichte, ifo Institut für Wirtschaftsforschung, München 2002, ISBN 978-3-88512-411-5
- mit T. Randolph Beard, David Kaserman: The Global Organ Shortage – Economic Causes, Human Consequences, Policy Responses. Stanford University Press 2013, ISBN 978-0804784092
- als Hrsg.: Auf dem Prüfstand: Ein bedingungsloses Grundeinkommen für Deutschland?  Nomos Verlag, Baden-Baden 2015, ISBN 978-3-8487-2045-3

### Beiträge in Sammelbänden
- Nationale Wirtschaftspolitik und exogene Einflussfaktoren. Zur Erklärung der wirtschaftlichen Probleme der Entwicklungsländer. In: Theorie der Wirtschaftspolitik, Festschrift für Hans Möller. Hrsg. von Johann-Matthias von der Schulenburg, Hans-Werner Sinn, Tübingen 1990.
- Beziehungen zwischen Entwicklungstheorie, Wirtschaftspolitik, Verschuldung und Stagnation in Afrika. In: Strukturprobleme und Reformen in Afrika. Hrsg. von Karl Heinrich Oppenländer, Siegfried Schönherr, Weltforum Verlag München 1990, ISBN 978-3-8039-0383-9
- Transformationspolitik. In: Lexikon der Volkswirtschaft, München 1994.
- Strukturanpassung: In: Lexikon der Volkswirtschaft, München 1994.
- Privatisierung. In: Lexikon der Volkswirtschaft, München 1994.
- Staatsversagen und Staatsinterventionismus als eine Ursache der 'afrikanischen Krise‘. In: Afrika zwischen Dekolonisation, Staatsversagen und Demokratisierung. Hrsg. von Rainer Tetzlaff, Ulf Engel, Andreas Mehler, Institut für Afrika-Kunde, Hamburg 1995, ISBN 978-3-928049-30-6
- Die wirtschaftliche Entwicklung in Russland seit 1991. In: Russland. Kontinuität, Konflikt und Wandel. Hrsg. von Reinhard C. Meier-Walser, Bernd Rill, Atwerb Verlag, Grünwald 2002, S. 215–230.
- Arbeitsausfall durch Krankheit – ein internationaler Vergleich. In: Fehlzeiten-Report 2002, Hrsg. von Bernhard Badura, Christian Vetter, Henner Schellschmidt, Springer-Verlag, Berlin/Heidelberg 2003, ISBN 978-3-642-59351-2